# Rio Surumu
Le rio Surumu est un cours d'eau brésilien qui arrose l'État du Roraima et un affluent du rio Tacutu, donc un sous-affluent de l'Amazone. 

## Géographie
Il prend sa source dans la Sierra de Pacaraima et s'écoule sur les territoires des municipalités de Pacaraima, Normandia et Boa Vista, avant de se jeter par la rive droite dans le rio Tacutu. Il délimite en partie l'Est de la Zone indigène São Marcos, Pacaraima-Normandia et Normandia-Boa Vista.